# Lessons in Love
Lessons in Love is een nummer van de Britse new wavegroep Level 42. Het is de eerste single van hun zevende studioalbum Running in the Family uit 1986. Op 14 april van dat jaar werd het nummer op single uitgebracht.

## Achtergrond
De single werd wereldwijd een grote hit, en ook de grootste hit die Level 42 ooit heeft gehad. In hun thuisland het Verenigd Koninkrijk wist de plaat een 3e positie in de UK Singles Chart te behalen. Ook in Ierland werd de 3e positie bereikt. In de Verenigde Staten werd de 12e positie bereikt en in Canada de 14e. 
In Nederland was de plaat op vrijdag 6 juni 1986 Veronica Alarmschijf op Radio 3 en werd mede hierdoor een gigantische hit in de destijds twee hitlijsten op de nationale publieke popzender. De plaat bereikte in zowel de Nederlandse Top 40 als de Nationale Hitparade de nummer 2-positie. In de Europese hitlijst op Radio 3, de TROS Europarade, werd de 14e positie bereikt.
In België bereikte de plaat de 3e positie in zowel de voorloper van de Vlaamse Ultratop 50 als de  Vlaamse Radio 2 Top 30.
Sinds de eerste editie in december 1999, staat de plaat steevast genoteerd in de jaarlijkse NPO Radio 2 Top 2000 van de Nederlandse publieke radiozender NPO Radio 2.

## NPO Radio 2 Top 2000
| Nummer met noteringen in de NPO Radio 2 Top 2000 | '99 | '00 | '01 | '02 | '03  | '04  | '05  | '06  | '07  | '08  | '09  | '10  | '11  | '12  | '13  | '14  | '15  | '16  | '17  | '18  | '19  | '20  | '21  | '22  | '23  | '24  |
| ------------------------------------------------ | --- | --- | --- | --- | ---- | ---- | ---- | ---- | ---- | ---- | ---- | ---- | ---- | ---- | ---- | ---- | ---- | ---- | ---- | ---- | ---- | ---- | ---- | ---- | ---- | ---- |
| Lessons in Love                                  | 617 | 634 | 666 | 700 | 1129 | 1240 | 1412 | 1270 | 1868 | 1312 | 1595 | 1358 | 1411 | 1526 | 1375 | 1047 | 1271 | 1256 | 1248 | 1378 | 1534 | 1264 | 1399 | 1445 | 1338 | 1500 |

1. ↑  Een vetgedrukt getal geeft de hoogste notering aan.